# Leyla Gül
Leyla Gül (* 4. März 1974 in Aarau) ist eine Schweizer Politikerin (SP) türkischer Abstammung.

## Leben und Beruf
Gül absolvierte 1994 die Matura an der Neuen Kantonsschule Aarau. Sie studierte Neuste Schweizergeschichte, Vorderasiatische Archäologie und Neuste Allgemeine Geschichte an der Universität Bern und schloss das Studium 2002 mit dem Lizenziat ab. Anschliessend absolvierte sie die Ausbildung zum Höheren Lehramt im Fach Geschichte mit Abschluss im Jahre 2004. Von 2004 bis 2008 war Leyla Gül Mitarbeiterin an der Abteilung für die Gleichstellung von Frauen und Männern an der Universität Bern. Ab 2005 bis 2012 amtete Gül zudem als Parteisekretärin der SP Stadt Bern und der SP Region Bern Mittelland.

## Politik
Leyla Gül war von 2000 bis 2008 Vorstandsmitglied der Berner SP-Sektion Altstadt/Kirchenfeld. Von 2009 bis 2012 war sie Mitglied des Stadtrates der Stadt Bern. In den letzten zwei Jahren dieser Amtszeit amtete sie zudem als Vizepräsidentin der sozialdemokratischen Fraktion. Am 23. Juni 2012 wurde Leyla Gül zusammen mit Flavia Wasserfallen in Basel von den SP-Delegierten zur Co-Generalsekretärin der SP Schweiz gewählt. Gül und Wasserfallen folgen auf Thomas Christen, der persönlicher Mitarbeiter von Bundesrat Alain Berset wurde. Gül trat per Ende Februar 2018 von ihrem Amt als Co-Generalsekretärin zurück.